# Fabio Manes
Fabio Manes (Buenos Aires, 17 de junio de 1964 - ibídem, 22 de enero de 2014) fue un programador, crítico de cine, director y presentador televisivo argentino.

## Biografía
Manes fue un notable coleccionista, investigador y comentarista cinematográfico muy conocido por su participación en ciclos organizados por la  Filmoteca Buenos Aires. Estudió en el CERC (luego ENERC, Escuela Nacional de Experimentación y Realización Cinematográfica del INCAA).
En la TV Pública Argentina tuvo la oportunidad de crear y conducir el ciclo Filmoteca, temas de cine junto a Fernando Martín Peña. El programa se emite desde diciembre de 2006 hasta la fecha de lunes a viernes, durante la medianoche.
La Filmoteca Buenos Aires, que nació en 1994 por iniciativa del coleccionista Octavio Fabiano, a quien se le unirían Martín Peña y Fabio Manes, ocupó un lugar trascendente en el mundo del cineclubismo de Buenos Aires y convirtió a sus impulsores en personajes asociados con la pasión hacia el cine, es decir, la cinefilia.
Manes surgió en el mundo fílmico en la década de 1980 y a él se le atribuye el uso del término «bizarro» para definir un cierto Cine Clase "B" que siempre lo apasionó, tomándolo de revistas de otros países que lo usaban como sinónimo de "raro o extraño", cuando en verdad significa (en su acepción oficial) "valiente, esforzado". De su imaginación surgieron ciclos como el titulado Televisión fantástica y Superhéroes japoneses en el Museo de Bellas Artes en 1987, y algunas funciones del Club de Cine en el subsuelo de la galería de Corrientes al 1200. 
En esa galería, unos amigos abrieron el videoclub dedicado al cine de culto Mondo Macabro. En ese lugar se daban cita amantes de Ed Wood, Bela Lugosi, Jim Jarmusch, Roger Corman, Russ Meyer, el cine europeo, viejas películas argentinas, y obviamente fanáticos de divas del porno como Traci Lords, Ginger Lynn y Jenna Jameson.
En un momento supo decir:

"Hay dos tipos de coleccionistas cinéfilos: El canuto, que tiene las películas para verlas él solo, y el que siente placer por mostrar lo que tiene en su casa".

Fue por su impulso que nacieron las conocidas como Medianoches Bizarras, un ciclo nocturno en que se proyectaban producciones de género, por ejemplo de terror o exóticas, que podrían encuadrarse por estética, precariedad y delirio, dentro de esas obras que para algunos son ridículas y para muchos otros, obras de arte "bizarro". En televisión trabajó en ciclos con Nicolás Repetto y con Roberto Pettinato; así como también proveyó material de archivo al programa Siglo XX, Cambalache conducido por Fernando Bravo y Tete Coustarot.
A principios de la década del 90 Junto con Fernando Martín Peña, y como respuesta a la programación del Buenos Aires Festival de Cine Independiente (BAFICI), fue responsable de la programación del BAZOFI, la contracara del festival oficial, donde se presentan desde el comienzo y hasta la fecha películas de culto, de clase B y Z, en un afán de mostrar films poco conocidos o celebrados, al igual que algunos repudiados y "gemas perdidas" o "hallazgos". El ciclo de BAZOFI se presenta en simultáneo con la muestra porteña en el recuperado microcine del SOC y continuó en el microcine del ENERC. También cocondujo por radio junto a Peña La discoteca de la Filmoteca, emitida por FM Urquiza y FM La Tribu.
Fabio Manes falleció en la tarde del miércoles 22 de enero de 2014 luego de una larga enfermedad, en su casa, rodeado de sus películas, sus libros, sus afiches y sus gatitos. Sus restos fueron velados en Dorrego 626. Tenía 49 años.

## Filmografía
- 1986: Flash sangriento (cortometraje), con Sandra Ballesteros